# Подлёдный криль
Подлёдный криль (лат. Euphausia crystallorophias) — антарктический пелагический вид ракообразных из семейства эвфаузиид (Euphausiidae) отряда эвфаузиевых (Euphausiacea).
Один из наиболее массовых видов эвфаузиид, распространённых в высокоширотной Антарктике. Относится к криопелагическим видам. Характерной особенностью подлёдного криля является его плотная ассоциация с припайным или дрейфующим льдом в неритической зоне, где иногда может встречаться совместно с антарктическим крилем (Euphausia superba).

## Характеристика вида
Глаз большой, сферический. Лобная пластинка имеет прямоугольный выступ над глазами. Рострум острый, длинный, доходит до передней половины глаза. Базальный членик ствола антеннулы без лопасти, наружный дистальный угол имеет маленький зубчик, скрытый волосками. Сегменты абдомена без зубцов.

## Распространение и батиметрическое распределение
Распространён циркумполярно-антарктически. В отличие от других антарктических видов рода Euphausia имеет гораздо более узкий ареал, однако местами образует довольно крупные скопления и является доминирующим видом. Распространён главным образом в прибрежной зоне шельфа среди паковых и дрейфующих льдов в области действия Прибрежного антарктического течения (Восточных Ветров), где замещает антарктический криль, обычно распространённый несколько севернее. Наиболее крупные скопления обнаружены в районе моря Росса и у берегов Земли Виктории. Многочисленные нахождения имеются также в море Беллинсгаузена у западного побережья Антарктического полуострова и в проливе Брансфилд. Обычно встречается на глубинах от поверхности до 300—650 м. Эпизодически был также отмечен в районе моря Беллинсгаузена на значительном удалении от побережья на большой глубине около 4 тыс. м.

## Размеры
Самки достигают длины 34 мм, самцы — 32 мм.

## Образ жизни
Исключительно холодноводный вид, обитающий при температуре от −1,9 до 0 °C, который также характеризуют как криопелагический вид, тесно ассоциированный с прибрежными льдами. Вероятно совершает суточные вертикальные миграции. Размножается, очевидно, с конца декабря по начало февраля в прибрежной зоне континента подо льдом.
Является объектом питания высокоширотных антарктических рыб, например, антарктической серебрянки (Pleuragramma antarcticum). В море Росса, где отмечены наиболее плотные концентрации этого вида, им питаются киты-полосатики — южный малый полосатик и, возможно, синий кит и финвал.